# Ruoutevare
Ruoutevare är ett naturreservat i Jokkmokks kommun i Norrbottens län.
Området är naturskyddat sedan 2011 och är 2,2 kvadratkilometer stort. Reservatet omfattar delar av berget Ruoutevare.  Reservatet består av tallskog och granskog i sluttningar. 